# Polystachya bifida
Espèce
Synonymes
- Dendrorchis bifida (Lindl.) Kuntze[1]
- Dendrorkis bifida (Lindl.) Kuntze[1]

Polystachya bifida est une espèce de plantes à fleurs de la famille des Orchidées et du genre Polystachya, présente au Nigeria, au Cameroun, en Guinée équatoriale (Bioko), à Sao Tomé-et-Principe et en République démocratique du Congo.